# Artafernes (general)
Artafernes (en grec antic Ἀρταφρένης) era un general persa fill d'Artafernes de Lídia.
Era nebot de Darios I el Gran que el va nomenar comandant de l'exèrcit persa després de la revolta jònica, juntament amb Datis que comandava la flota. Artafernes era superior en rang a Datis però aquest tenia de fet el comandament de totes les forces per les seves millors capacitats militars. L'exèrcit es va concentrar a Cilícia i va embarcar en 600 vaixells. Aquesta flota va navegar cap a Samos i després es va dirigir cap a les Cíclades. Van ocupar Naxos i la van cremar, i van seguir Calcis i Erètria a Eubea.
Després, l'exèrcit persa va desembarcar a Marató on els perses en van sortir derrotats a la batalla de Marató l'any 490 aC, que va fer tornar a Pèrsia a Datis i a Artafernes. Durant la invasió de Xerxes I de Pèrsia, Artafernes va dirigir els contingents de Lídia i Mísia i probablement era sàtrapa de Lídia. En parla sobretot Heròdot.